# Джаны-Арык (Иссык-Кульская область)
Джаны-Арык (кирг. Жаңы-Арык) — село в Ак-Суйском районе Иссык-Кульской области Кыргызстана. Входит в состав Кара-Джалского аильного округа. Код СОАТЕ — 41702 205 812 02 0.

## Население
По данным переписи 2009 года, в селе проживало 2259 человек.